# Peter Tahourdin
Peter Richard Tahourdin est un compositeur australien né le 27 août 1928 dans le Hampshire en Angleterre et mort le 28 juillet 2009 à Melbourne. Ses compositions vont de la musique d'orchestre et de chambre à la musique chorale et éducative, ainsi que de la musique pour opéra et ballet. Sa principale contribution entre toutefois dans le domaine de la musique électronique.

## Compositions

### Opéras
- Inside Information (1955, one-act)[1]
- Parrot Pie (1973, one-act opera for children)[1]
- Heloise and Abelard (1991, opéra de chambre, première représentation en 1993 au Perth International Arts Festival[2], première production européenne au  Festival international Albert Roussel en 2000.
- The Tempest, 2000, basé sur une œuvre de  William Shakespeare[2].

### Pour orchestre
Peter Tahourdin écrit deux sinfonietta en 1952 et 1959 et cinq symphonies (1960, 1969, 1979, 1987, 1994) l'exception de la 5e elles sont toutes produites en concert. La 5e est inspiré du génocide au Rwanda et sur la continuation du conflit militaire au Cambodge. Le concerto pour clarinette et orchestre de chambre est composé en 2007.

### Musique de chambre
Les œuvres pour musique de chambre de Tahourdin inclus Clarinet Sonata (1962), les quatre Dialogues (1971–84), le quatuor pour violon (1982), la Raga Music series (1985–88), Music for violon solo (2001), et Regarde les étoiles pour flûtes, clarinette, cellophone et marimba (2006).  Il a également composé pour des œuvres en solo au piano, au violon, ou au basson.

### Musique vocale
Les musiques vocales incluent The Starlight Night (Gerard Manley Hopkins), Songs of Love and Fortune (1992, une série de cinq poèmes pour Carmina Burana), deux cycles de mélodies pour le ténor Damien Top : Chansons intimes (7 poèmes par Andrée Brunin pour voix et harpe et The Ern Malley Sequence (ténor et piano) (2007)

### Musique électronique
Ses compositions en musique électronique, Three Mobiles (1974), San Diego Canons (1983), Ern Malley - A Dramatic Testament (1976), et Ern Malley Sequence (2007).